# Amolops albispinus
Amolops albispinus é uma espécie de anfíbio anuro da família Ranidae. Está presente na China. A UICN classificou-a como deficiente de dados.